# Winona (Mississippi)
Winona is een plaats (city) in de Amerikaanse staat Mississippi, en valt bestuurlijk gezien onder Montgomery County.

## Demografie
Bij de volkstelling in 2000 werd het aantal inwoners vastgesteld op 5482.
In 2006 is het aantal inwoners door het United States Census Bureau geschat op 4824, een daling van 658 (-12.0%).

## Geografie
Volgens het United States Census Bureau beslaat de plaats een oppervlakte van
33,9 km², waarvan 33,8 km² land en 0,1 km² water. Winona ligt op ongeveer 116 m boven zeeniveau.

## Plaatsen in de nabije omgeving
De onderstaande figuur toont nabijgelegen plaatsen in een straal van 20 km rond Winona.

## Geboren
- Donald Peterson (1933-2018), astronaut
- James Michael Tyler (1962), acteur